# Manoir du Pont d'Oust
Le manoir du Pont d'Oust est un édifice situé à Les Fougerêts en France.

## Localisation
Le manoir est situé sur le territoire de la commune de Les Fougerêts, au lieu-dit Préaudor, dans le département du Morbihan en région Bretagne.

## Description
Le manoir date des XVIIe et XVIIIe siècles, logis de plan en T renversé, une dépendance et une ferme, le tout disposé en un alignement ouest-est et complété par un bâtiment agricole presque perpendiculaire, un puits et, au sud, un fournil prolongé d'un four à pain. Cette disposition n'a pas changé depuis le cadastre de 1824. À l'est du logis du manoir, la ferme se composait d'un logis-étable que surmonte un comble à lucarne passant. Édifice à un étage carré, élévation à travées construit en moellons de granite et de schiste. Toiture à longs pans recouverte d'ardoises, pignon couvert, croupe. Escalier demi-hors-œuvre : escalier tournant.

## Historique
Le lieu est mentionné dans la frairie du Pont d'Aoust lors de la Réformation (recensement des nobles de la commune) de 1427. Y apparaît le nom de Perrot Le Marié, noble, titulaire de vingt livres de rentes, dans les montres (convocation de l'arrière ban à la revue militaire) de 1464 et 1477. Le texte de la réformation de 1514 mentionne la tenue de Malacquet, parmi les maisons et héritages anoblis ; cette tenue appartient alors à Morice Le Marié anciennement noble. Elle aurait été transmise à la famille Le Berruyer, seigneur du Pont d'Oust, dont l'un des membres, l'escuyer François Le Berruyer, meurt en 1611 avec le titre de juge de la Cour de Rieux à Peillac. L'édifice devient au cours du XVIIIe siècle la propriété de la famille Préaudeau, qui lui aurait donné son nom actuel. Sur le cadastre de 1824, c'est le nom de Malaquié qui apparaît entre les édifices appelés aujourd'hui Préaudor, au nord-ouest, et Malaquié au sud-est. Édifice du  XVIIe siècle partiellement reconstruit au XVIIIe siècle. À l'est, ferme du  XIXe siècle.
Le manoir est inscrit à l'inventaire général du patrimoine culturel.